# Старопланинска болорија
Старопланинска болорија (лат. Boloria eunomia) врста је лептира из породице шаренаца (лат. Nymphalidae).

## Опис и распрострањење
Крила су наранџаста с тамним шарама, при чему је боја лако препознатљива и у лету. С доње стране крила се налазе уоквирене и препознатљиве тачке испуњене белом бојом по којима је једноставно препознати лептира. Дужина предњих крила је 20–24 mm.
- Старопланинска болорија
- △ Старопланинска болорија

Старопланинска болорија насељава читав Палеарктик, од Европе, преко Русије, Монголије и Кине, све до Северне Америке. У Европи је честа врста Скандинавије, док се у остатку контитента јавља ретко и локално, само на високим планинама. Централну Европу настањује подврста eunomia, док је на северу замењује подврста ossiana. У Северној Америци лептир има подврсте triclaris (од Њуфаундленда до Алберте), nichollae (Алберта) и denali (Аљаска и северни Јукон).
Станишта овог лептира су углавном отворена тресетишта која се развијају на киселој подлози и влажним теренима. Код нас насељава мале површине покрај старопланинских потока где се развија тресетна вегетација и вегетација високих зелени, при чему ретко залази изван влажних терена. На овим стаништима развија се биљка срчаник (Polygonum bistorta) којом се хране гусенице лептира.
Лептир представља реликтну врсту која се задржала из периода бореала који је наступио убрзо након глацијације.

## Екологија врсте
Одрасли лептири се код нас срећу током јуна и јула. Старопланинска болорија има полигин начин парења као и већина других лептира са кратким животним веком Мужјаци живе око пет, а женке око седам дана. Мужјацима је циљ да пренесу своје гене на што већи број потомака и да се паре што више пута, док женке могу да једноставно одлете или да се придруже удварању са мужјаком. Након парења женка полаже јаја у групама од два до четири испод листова биљке хранитељке гусеница. Када се јаја излегу након 7-8 дана младе гусенице почуњу да се хране на доњој страни листа. У нашим крајевима лептир се храни срчаником док се у Америци гусенице могу срести на љубичици и врби

## Присуство у Србији
Како јој име каже, старопланинску болорију на Балкану срећемо само на Старој планини у Србији и Бугарској. У Србији је откривена тек 2005. године у околини Бабиног зуба, приликом израде Одабраних подручја за дневне лептире Србије. Већина ових популација је потпуно уништено приликом изградње скијалишта или су сведене на малу површину повољних станишта што важи и за готово изумрлу популацију на Јабучком равништу која је откривена тек недавно. Поред локалитета у околини Бабиног зуба, лептир насељава још неколико потока испод Миџора где је откривен тек 2014. године и за сада није угрожен од стране човека.

## Угроженост и заштита
Старопланинска болорија се не сматра угроженом врстом на светском и европском нивоу. Ипак због малих и изолованих популација које су угрожене изградњом скијалишне инфраструктире, ова врста се у Србији сматра угроженом (EN). Пошто је откривена касно није увршћена у списак заштићених и строго заштићених врста Србије иако њеној заштити треба посветити већу пажњу у наредном периоду.